# Beth Nielsen Chapman

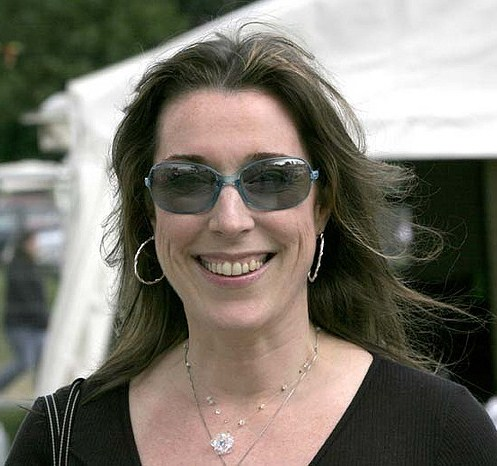
Beth Nielsen Chapman

Beth Nielsen Chapman (Harlingen (Texas), 14 september 1958) is een Amerikaans singer-songwriter. Velen omschrijven haar stijl als country maar zij zegt zelf dat ze vooral hedendaagse muziek wil maken.
Nielsen heeft nummers geschreven voor onder anderen Bonnie Raitt, Trisha Yearwood, Bette Midler en Ilse DeLange (World of Hurt). Haar liedjes zijn ook door verschillende artiesten gecoverd, waaronder Emmylou Harris, Neil Diamond en Elton John. Haar muziek duikt regelmatig op in televisieseries als ER, Dawson's Creek en Felicity en films als The Prince of Egypt, Message in a Bottle, The Rookie en Practical Magic. Het lied The Kiss, gezongen door Faith Hill, leverde haar een nominatie voor een Grammy Award op in 1999. In datzelfde jaar werd Beth Nielsen in Nashville uitgeroepen tot songwriter of the year en werd ze vereeuwigd in de Alabama Music Hall Of Fame.
Nielsen geeft ook les in het vak songwriting aan Berklee College of Music in Boston, Massachusetts.
Nielsen is het middelste kind uit een gezin met vijf kinderen. Haar vader diende in de luchtmacht, waardoor ze in haar jeugd vaak heeft moeten verhuizen. Uiteindelijk vond het gezin een vaste stek in Montgomery, Alabama. Nielsen heeft op jonge leeftijd piano en gitaar leren spelen en liedjes leren schrijven. Ze werd beïnvloed door Hoagy Carmichael en Cole Porter. Ze leerde de liedjes van Broadway musicals uit haar hoofd en absorbeerde de geluiden van onder meer Stevie Wonder, Sting, Joni Mitchell, Paul Simon en The Beatles.
In Alabama speelde Beth Nielsen gedurende de jaren 1970- 1980 in een bandje genaamd Harvest wat ze later veranderde in Harmony. Het bandje trad meestal op in een bowlingzaal. De muziek die ze in het bandje speelde was voornamelijk rock-'n-roll maar in de band kon Nielsen al volop experimenteren en zoeken naar haar eigen stijl door het zingen van liedjes van Joni Mitchell. Een van de bandleden was gitarist Tommy Shaw die later roem oogstte met de band Styx. Beth Nielsen sprak ook reclameboodschappen in op de lokale radio gedurende deze periode.
Nielsen leerde haar echtgenoot Ernest kennen terwijl ze in een klein cafeetje optrad in Mobile (Alabama) in 1979. Ze trouwden en kregen een zoon, ook Ernest geheten. Nadien verhuisde het gezin naar Nashville en ontpopte Nielsen zich tot een professioneel singer-songwriter. Ze schreef liedjes voor onder meer Willie Nelson, Waylon Jennings, Tanya Tucker en Alabama.
Haar echtgenoot stierf aan kanker in 1993. In het daarop volgende jaar kon ze enkel over haar verdriet schrijven en dat vertaalde zich in haar album Sand and Water dat tevens gebruikt is in de serie Charmed. Zelf werd bij Beth Nielsen borstkanker ontdekt tijdens de opnames van Deeper Still in 2002, maar ze werd met succes behandeld. Nu maakt Nielsen er een punt van om vrouwen waakzaam te maken over hun gezondheid door over haar eigen ervaringen te vertellen.

## Albums
- Hearing It First (1980)
- Beth Nielsen Chapman (1990)
- You Hold the Key (1993)
- Sand and Water (1997)
- Greatest Hits (1999)
- Deeper Still (2002)
- Hymns (2004)
- Look! (2005)